# Tabel·lió
Tabel·lió (en llatí Tabellio) era, segons diu Suides, un notari a l'antiga Roma.
Sota la República existien els scribae però amb l'Imperi Romà van ser substituïts en les funcions oficials de redactar documents legals pels tabelliones. Generalment es posaven a les places de mercat a les ciutats. Van arribar a formar un orde especial a l'estat.